# Shams-1
Shams 1 (arabisch شمس, DMG Shams ‚Sonne‘) ist ein Sonnenwärmekraftwerk in Abu Dhabi, das 2013 in Betrieb genommen wurde. Eigentümer sind zu 60 % Masdar sowie zu je 20 % Abengoa und Total S.A. Betreibergesellschaft ist die Shams Power Company. Das Kraftwerk hat 258,048 Solarspiegel und liefert eine Leistung von 100 Megawatt bei einer Solarfläche von  627.840 m². Es galt bei seiner Inbetriebnahme als eines der größten Solarkraftwerke der Welt. Die Baukosten betrugen umgerechnet etwa 460 Millionen Euro.
Shams 1 versorgt 20.000 Haushalte mit Strom.